# Halcurias carlgreni
Espèce
Halcurias carlgreni est une espèce de la famille des Halcuriidae.

## Systématique
Le nom valide complet (avec auteur) de ce taxon est Halcurias carlgreni McMurrich, 1901.

## Publication originale
- McMurrich, J. P. (1901). Contributions on the morphology of the Actinozoa VI. Halcurias pilatus and Endocoelactis. Biological Bulletin, 2(4): 155-163